# River Finn SAC
River Finn SAC este o arie protejată (sit de importanță comunitară — SCI) din Irlanda întinsă pe o suprafață de 5.498,46 ha, integral pe uscat.

## Localizare
Centrul sitului River Finn SAC este situat la coordonatele 54°47′17″N 7°57′16″W / 54.788023°N 7.954357°V.

## Înființare
Situl River Finn SAC a fost declarat sit de importanță comunitară în iunie 2003 pentru a proteja 19 specii de animale.

## Biodiversitate
Situată în ecoregiunea atlantică, aria protejată conține 4 habitate naturale: Ape oligotrofe din câmpii nisipoase, cu un conținut foarte redus de minerale (Littorelletalia uniflorae), Pajiști umede nord-atlantice cu Erica tetralix, Turbării de acoperire (* exclusiv pentru turbării active), Mlaștini turboase de tranziție și turbării mișcătoare.
La baza desemnării sitului se află mai multe specii protejate:
- păsări (17): rață pitică (Anas crecca), rață fluierătoare (Anas penelope), rață mare (Anas platyrhynchos), gâscă cenușie (Anser anser), rața moțată (Aythya fuligula), Bucephala clangula, Cygnus columbianus bewickii, lebădă de iarnă (Cygnus cygnus), șoim de iarnă (Falco columbarius), șoim călător (Falco peregrinus), pescăruș negricios (Larus fuscus), Mergus serrator, culic mare (Numenius arquata), ploier auriu (Pluvialis apricaria), fluierarul cu picioare roșii (Tringa totanus), mierlă gulerată (Turdus torquatus), nagâț (Vanellus vanellus)
- mamifere (1): vidră de râu (Lutra lutra)
- pești (1): somonul (Salmo salar)

Pe lângă speciile protejate, pe teritoriul sitului au mai fost identificate 1 specie de plante, 3 specii de păsări, 1 specie de amfibieni, 2 specii de mamifere, 1 specie de pești, 1 specie de reptile.